# انریکو پیوانلو
انریکو پیوانلو (انگلیسی: Enrico Piovanello؛ زادهٔ ۲۰ آوریل ۲۰۰۰) بازیکن فوتبال است.